# Семенцево (Скворцовское сельское поселение)
Семенцево — деревня в Торопецком районе Тверской области. Входит в состав Скворцовского сельского поселения.

## История
В 1964 г. Указом Президиума ВС РСФСР деревня Могильники переименована в Семенцево.

## Население
| 2010 |
| ---- |
| 0    |